# Stazione di Mondovì Breo
Stazione di Mondovì Breo 1987-ben bezárt vasútállomás Olaszországban, Mondovì településen.

## Vasútvonalak
Az állomást az alábbi vasútvonalak érintették:
- Bastia Mondovì–Mondovì-vasútvonal

## Kapcsolódó állomások
A vasútállomáshoz az alábbi állomások vannak a legközelebb:
- Bastia Mondovì railway station
- Stazione di Mondovì